# 淵崎村
淵崎村（ふちざきそん）は、香川県小豆郡にあった村。

## 歴史
- 1890年2月15日 - 町村制施行に伴い、小豆郡淵崎村、上庄村が合併し、淵崎村が発足。
- 1950年3月15日 - 村内に昭和天皇の戦後巡幸。双子浦に淵崎村奉迎場を設けて昭和天皇を迎えた[3]。
- 1955年4月1日 - 土庄町・北浦村・四海村・豊島村・大鐸村と新設合併し、改めて土庄町が発足。同日付で淵崎村が廃止。